# Комсомольськ (Хайбуллінський район)
Комсомо́льськ (рос. Комсомольск, башк. Комсомольск) — присілок у складі Хайбуллінського району Башкортостану, Росія. Входить до складу Цілинної сільської ради.
Населення — 302 особи (2010; 336 в 2002).
Національний склад:
- башкири — 98%